# Campeonato Roraimense 1998
In 1998 werd het 39ste Campeonato Roraimense gespeeld voor voetbalclubs uit Braziliaanse staat Roraima, het was het vierde profkampioenschap. De competitie werd georganiseerd door de FRF en werd gespeeld van 20 mei tot 14 oktober. Roraima werd kampioen.

## Eerste fase
| Plaats | Club         | Wed. | W | G | V | Saldo | Ptn. |
| ------ | ------------ | ---- | - | - | - | ----- | ---- |
| 1.     | São Raimundo | 6    | 4 | 2 | 0 | 18-5  | 14   |
| 2.     | Baré         | 6    | 3 | 3 | 0 | 16-6  | 12   |
| 3.     | Roraima      | 6    | 3 | 3 | 0 | 12-5  | 12   |
| 4.     | Progresso    | 6    | 3 | 1 | 2 | 10-9  | 10   |
| 5.     | GAS          | 6    | 1 | 2 | 3 | 11-20 | 5    |
| 6.     | Náutico      | 6    | 1 | 1 | 4 | 12-15 | 4    |
| 7.     | Rio Negro    | 6    | 0 | 0 | 6 | 4-23  | 0    |

|  | Geplaatst voor tweede fase, krijgt daar één bonuspunt |
|  | Geplaatst voor tweede fase                            |

## Tweede fase
| Plaats | Club         | Wed. | W | G | V | Saldo | Ptn. |
| ------ | ------------ | ---- | - | - | - | ----- | ---- |
| 1.     | Roraima      | 3    | 2 | 1 | 0 | 12:3  | 7    |
| 2.     | Baré         | 3    | 2 | 1 | 0 | 10:1  | 7    |
| 3.     | Progresso    | 3    | 1 | 0 | 2 | 2:14  | 3    |
| 4.     | São Raimundo | 3    | 0 | 0 | 3 | 1:7   | 1    |

|  | Kampioen |

### Kampioen
| Campeonato Roraimense de 1998 |
| Roraima                       |
| ----------------------------- |
| RORAIMA Kampioen (14° titel)  |